# 田高寛貴
田髙 寛貴（ただか ひろたか、1969年 - ）は、日本の民法学者。名古屋大学大学院法学研究科教授を経て、慶應義塾大学法学部教授。元法務省司法試験考査委員。

## 人物・経歴
青森県八戸市に生まれる。青森県立八戸高等学校を経て、1991年3月、名古屋大学法学部法律学科卒業。1996年3月、名古屋大学大学院法学研究科博士課程単位取得退学。
1996年4月、専修大学法学部専任講師。1998年3月、博士（法学）（名古屋大学）の学位を取得。1998年4月、専修大学法学部助教授。2000年2月、特許庁工業所有権審議会弁理士試験委員会委員。
2003年4月、名古屋大学大学院法学研究科助教授。2007年4月、名古屋大学大学院法学研究科教授。2012年4月、慶應義塾大学法学部教授。2014年2月、金融庁公認会計士試験試験委員。2015年、法務省司法試験考査委員。

## 著作
- 『担保法体系の新たな展開 : 譲渡担保を中心として』（『法と社会』シリーズ）勁草書房 1996年
- 『クロススタディ物権法 : 事案分析をとおして学ぶ』日本評論社 2008年

### 共著
- 『概説民法〔増補版〕』泉久雄ほかと共著 勁草書房 2000年
- 『民法 3 (有斐閣アルマ : Specialized)』平野裕之, 古積健三郎と共著 有斐閣 2001年
- 『民法キーワード』池田真朗ほかと共著 有斐閣 2002年
- 『民法３　担保物権（アルマ）〔第２版〕』平野裕之ほかと共著 有斐閣 2005年
- 『ケースではじめる民法 補正版』山野目章夫 野澤正充編著, 滝沢昌彦, 水野謙, 松尾弘と共著 弘文堂 2005年
- 『民法Visual Materials』池田真朗編著 有斐閣 2008年
- 『コンビネーションで考える民法』北居功ほかと共著 商事法務 2008年
- 『民法Ⅱ　物権（リーガルクエスト）』石田剛ほかと共著 有斐閣 2010年
- 『ケースではじめる民法〔第２版〕』山野目章夫ほかと共著 弘文堂 2011年
- 『事例から民法を考える (法学教室LIBRARY)』佐久間毅, 曽野裕夫, 久保野恵美子と共著 有斐閣 2014年
- 『担保物権法 (日評ベーシック・シリーズ)』白石大, 鳥山泰志と共著 日本評論社 2015年
- 『リーガル・リサーチ＆リポート』原田昌和, 秋山靖浩と共著 有斐閣 2015年
- 『民法 2 第2版 (LEGAL QUEST)』石田剛, 武川幸嗣, 占部洋之, 秋山靖浩と共著 有斐閣 2017年
- 『民法Visual Materials 第3版』池田真朗編著, 石田剛, 北居功, 曽野裕夫, 笠井修, 小池泰, 本山敦と共著 有斐閣 2021年
- 『担保物権法 第2版 (日評ベーシック・シリーズ)』白石大, 鳥山泰志と共著 日本評論社 2019年
- 『リーガル・リサーチ&リポート 第2版』原田昌和, 秋山靖浩と共著 有斐閣 2019年
- 『民法 2 第3版 (LEGAL QUEST)』石田剛, 武川幸嗣, 占部洋之, 秋山靖浩と共著 有斐閣 2019年
- 『民法 3 第3版 (有斐閣アルマ. Specialized)』平野裕之, 古積健三郎と共著 有斐閣 2020年
- 『民法 2 第4版 (LEGAL QUEST)』石田剛, 武川幸嗣, 占部洋之, 秋山靖浩と共著 有斐閣 2022年

### 編著
- 『21世紀民事法学の挑戦 : 加藤雅信先生古稀記念 上巻』加藤新太郎, 太田勝造, 大塚直と共編 信山社 2018年
- 『21世紀民事法学の挑戦 : 加藤雅信先生古稀記念 下巻』加藤新太郎, 太田勝造, 大塚直と共編 信山社 2018年
- 『担保法の現代的課題 : 新たな担保法制の構想に向けて』商事法務 2021年

### 編書
- 『私権の創設とその展開 : 内池慶四郎先生追悼論文集』森征一, 池田真朗と共編 慶應義塾大学出版会 2013年